# Paradoxurinae
Los paradoxurinos (Paradoxurinae) son una subfamilia de mamíferos carnívoros de la familia Viverridae que contiene las civetas de las palmeras y el manturón. Son propios de Asia.

## Géneros
Se han descrito los siguientes géneros:
- Arctictis
- Arctogalidia
- Macrogalidia
- Paguma
- Paradoxurus